# Надеждино (городской округ Клин)
Надеждино — деревня в Клинском районе Московской области, в составе Нудольского сельского поселения. Население — 11 чел. (2010). До 2006 года Надеждино входило в состав Малеевского сельского округа.
Деревня расположена в южной части района, примерно в 12 км к югу от райцентра Клин, на левом берегу реки Катыш (правый приток Истры), высота центра над уровнем моря 200 м. Ближайшие населённые пункты — Лазарево на юге, Троицкое западнее и Марино юго-западнее, на противоположном берегу реки.

## Население
| 2002 | 2006 | 2010 |
| ---- | ---- | ---- |
| 3    | →3   | ↗11  |